# Цветок и корица
Цветок и корица (исп. Flor y canela) — мексиканская 100-серийная мелодрама с элементами драмы 1988 года производства телекомпании Televisa.

## Сюжет
1940-е годы. История повествует о молодой девушке Марианеле, которую презирают жители из-за того, что у неё были черты безумия, унаследованной от её матери, которая покончила жизнь самоубийством. Вскоре после этого она познакомилась с Пабло, который был богатым, но слепым с рождения.

## Создатели телесериала

### В ролях
- Мариана Гарса — Марианела#1
- Даниэла Лейтес — Марианела#2
- Эрнесто Лагуардия — Пабло
- Эдит Гонсалес — Флорентина
- Ари Тельч — Томас Гарсиа
- Эдгардо Гаскон — Карлос
- Сальвадор Санчес — Синфоросо
- Гильермо Муррай — Франсиско
- Оскар Морелли — Мануэль
- Аурора Молина — Доротея
- Рикардо Де Лоера — Ремигио
- Моника Мигель — Ана
- Росита Пелайо — Хуана
- Мигель Корсега — Эль Галан
- Адальберто Парра — Атанасио
- Росарио Суньига — Хосефа
- Кристиан Рамирес — Фелипин
- Марта Ресникофф — Флоренсе
- Ирланда Мора — Труди
- Исабель Андраде — Пака
- Аврора Кортес
- Херман Берналь
- Сесилия Габриэла
- Хосе Элиас Морено

### Административная группа
- оригинальный текст: Бенито Перес Галдос
- либретто: Тереса Кальдерон
- литературный координатор: Марисса Гарридо
- музыкальная тема заставки: Flor y canela
- композитор заставки: Рубен Сепеда
- сценография: Антонио Новаро
- начальник места проживания актёров: Ана Елена Наварро
- художник по костюмам: Алехандро Гастелум
- координатор производства: Россана Руис
- ассистенты режиссёра-постановщика: Аурора Молина, Сальвадор Санчес
- оператор-постановщик: Алехандро Фрутос Маса
- режиссёры-постановщики: Эухенио Кобо, Моника Мигель, Луис Велес
- продюсер: Эухенио Кобо

## Награды и премии

### TVyNovelas(1 из 1)
| Номинация            | Персона           | Итоги премии |
| -------------------- | ----------------- | ------------ |
| Лучший молодой актёр | Эрнесто Лагуардия | ПОБЕДА       |